# Sónia Neves
Sónia Cláudia Neves (Lisboa, 18 de novembro de 1976 - Lisboa, 14 de dezembro de 2016) foi uma atriz portuguesa.

## Biografia
Sónia Neves nasceu a 18 de novembro de 1976, em Lisboa. 
Fez vários cursos de formação artística, trabalhou sob a direção de encenadores como Maria Emília Correia, Jim Boerlin ou Jorge Ribeiro e participou em várias telenovelas da TVI, SIC e RTP1, nomeadamente: Morangos com Açúcar (2003), Baía das Mulheres, Tempo de Viver (2006), Casos da Vida (2008-2009), Sedução (2010), Rosa Fogo (2011), Bem-Vindos a Beirais (2013), Mundo ao Contrário (2013) e O Beijo do Escorpião (2014). Nos palcos, onde foi dirigida, entre outros, por João Ascenso, participou nas peças "Serviço de Amores" e "Memória d'Algodão Doce".
Faleceu a 14 de dezembro de 2016, aos 40 anos, vítima de cancro da mama, sendo a notícia comunicada à Agência Lusa pelo cineasta Vicente Alves do Ó e confirmada pela sua agência, H!t Management. Esteve em câmara ardente na Igreja da Penha de França e o funeral realizou-se dia 16 de dezembro, pelas 19:00, no cemitério do Alto de São João, em Lisboa.